# Bukranion

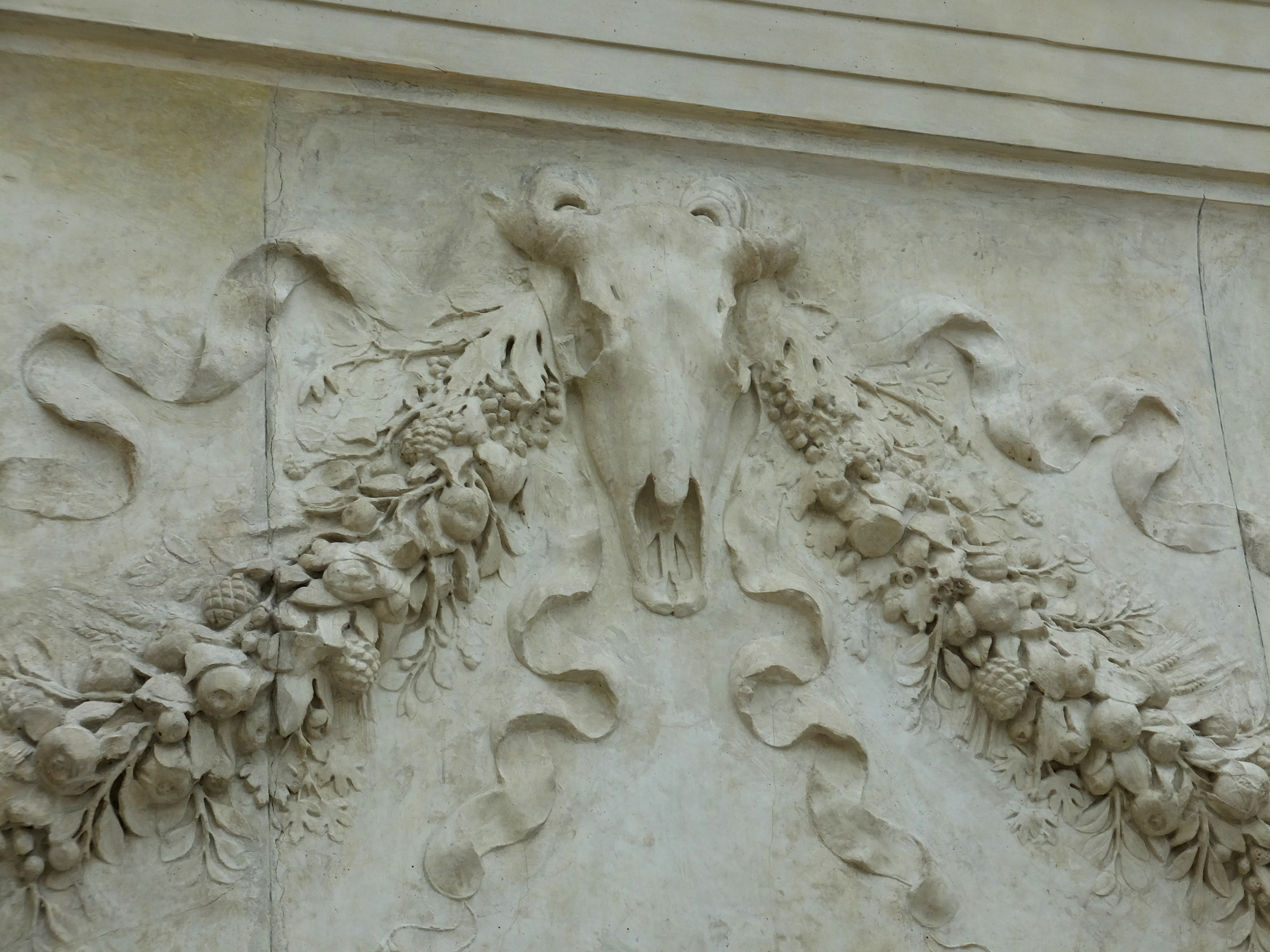
Bukranion bylo častým prvkem na výzdobách antických staveb

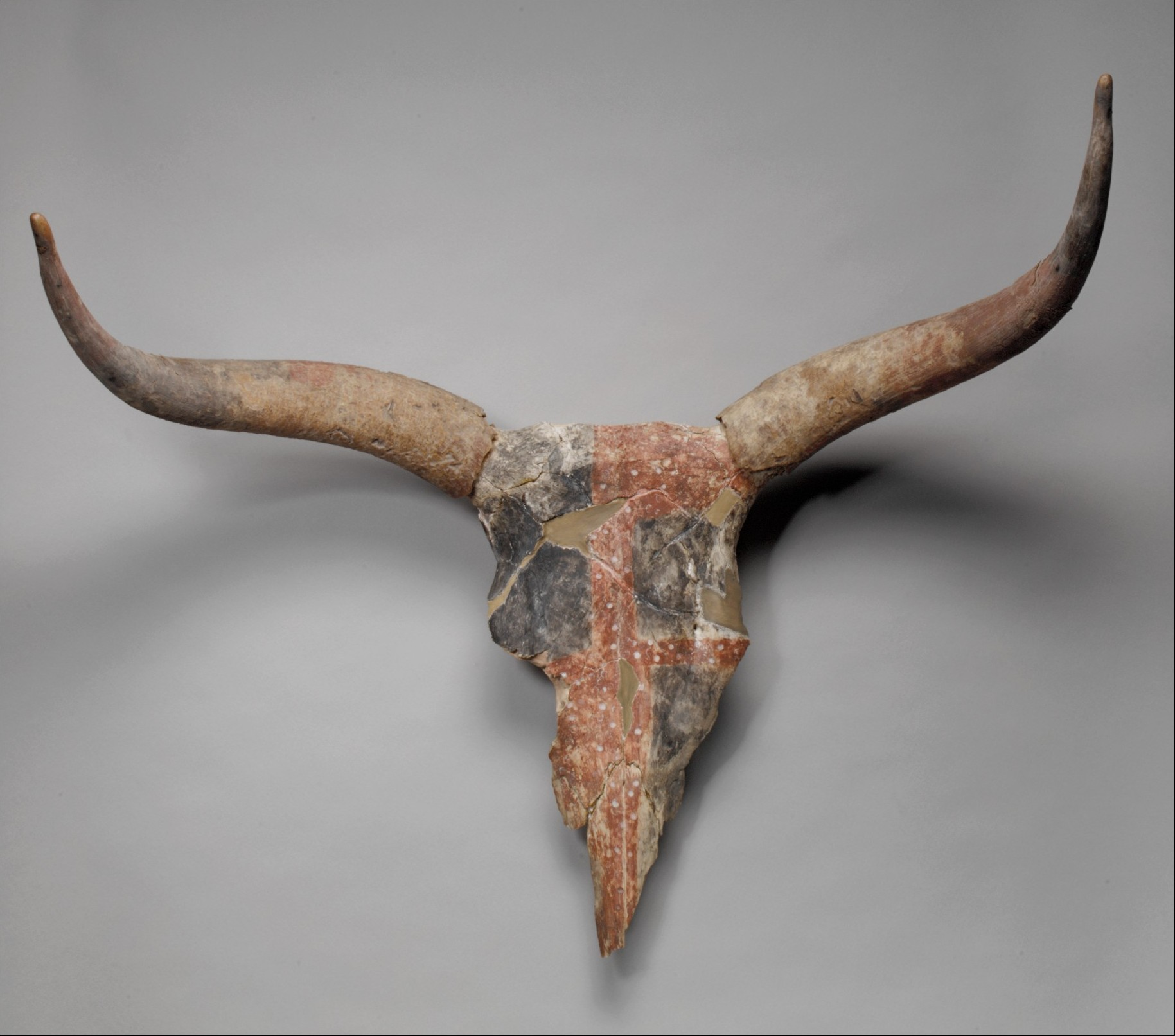
Egyptské bukranion

Bukranion, mn. č. bukrania (řecky βουκράνιον, z bus býk, vůl a kranion, lebka; latinsky bucranium) byla forma plastické dekorace v podobě býčí lebky s rohy, běžně používané už od pravěku a především v klasické architektuře. Jméno je obecně považováno za vzniklé v praxi zobrazování girlandových, obětních volů, jejichž hlavy byly vystaveny na stěnách chrámů, což je praxe sahající až do sofistikovaného neolitického místa Çatal Hüyük ve východní Anatolii, kde se lebky dobytka překrývaly bílou omítkou.